# Banziri

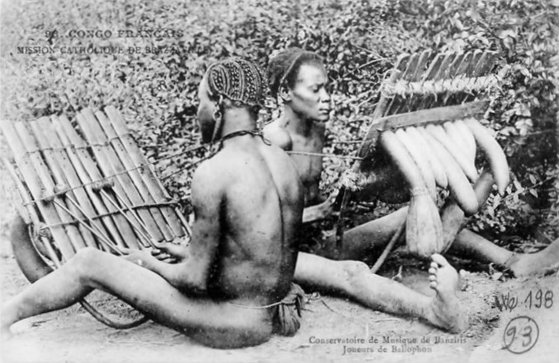
Baziris mit Balafon und typischen Haarschmuck, 1907

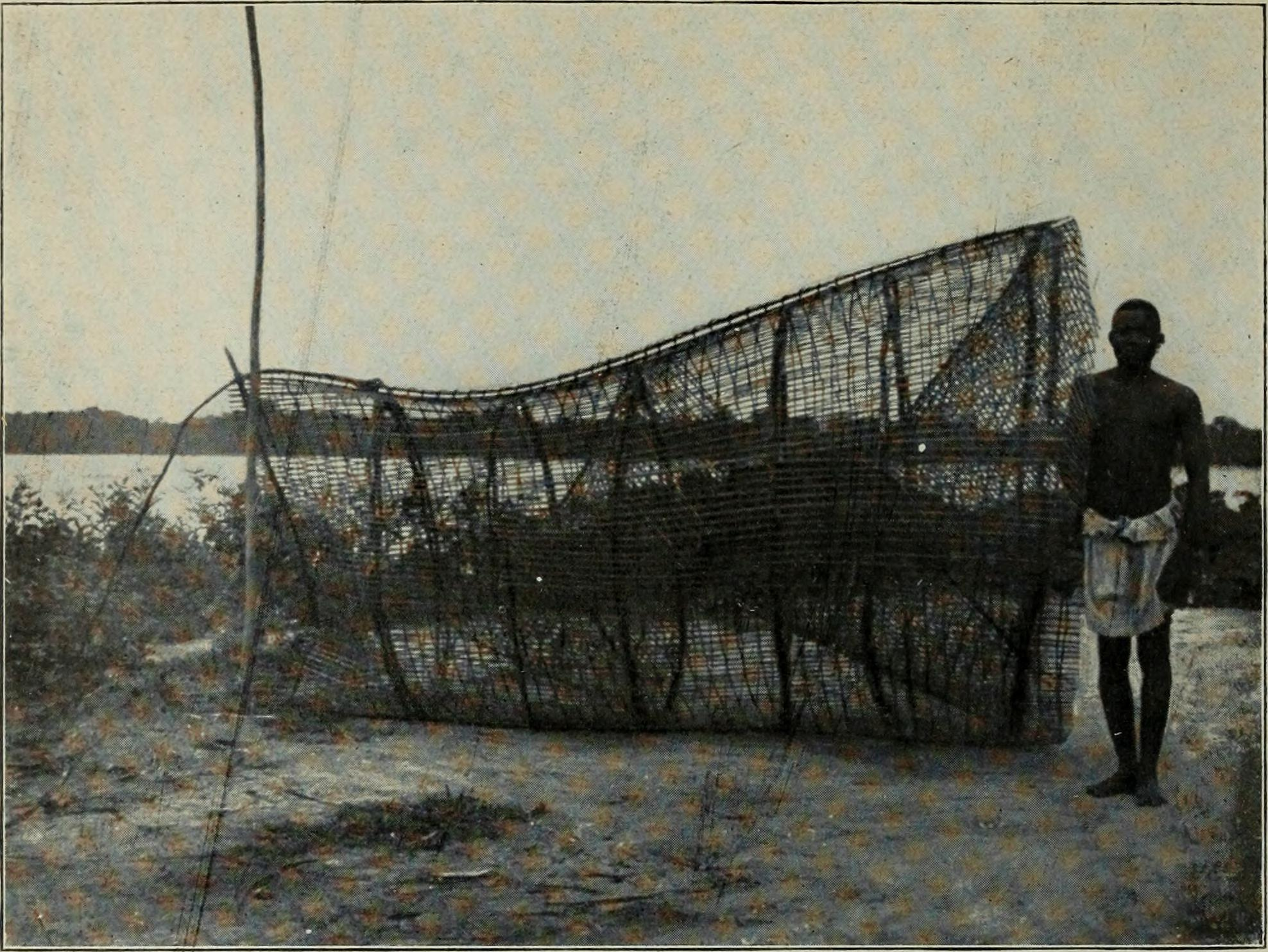
Banziri mit Reuse (1910–1911)

Die Banziri oder Gbanziri sind eine Ethnie aus der Zentralafrikanischen Republik und der Demokratischen Republik Kongo. Sie leben hauptsächlich am Ubangi. Die Banziri waren Fischer, Händler und Beförderer von Gütern. Traditionell nutzten sie Perlen und Kaurischnecken als Körperschmuck. Sie sprechen Gbanziri, welche zu den ubangischen Sprachen gezählt wird.
Sie traten in die Dienste der frühen europäischen Entdecker, indem sie deren Boote von Bangui 400 km östlich zum Zusammenfluss des Mbomou und Uelle sowie weiteren nördlichen Zuflüssen des Ubangi trugen. Da die Gbanziri von Sklavenfängern aus dem Norden bedroht wurden, gingen sie ein Bündnis mit den Europäern ein. So unterzeichneten der Häuptling Bamanga aus der Region Kembé und der französische Afrikaforscher Paul Crampel am 24. Oktober 1890 einen Protektoratsvertrag. Einen Tag später trat auch der Häuptling Bembé aus Dioukoua-Mossoua diesem Vertrag bei. Den Banziri-Häuptling Raymond Sokambi und den französischen Kolonialpolitiker Félix Éboué verbanden sowohl ein Bündnis als auch Freundschaft. Später spielte Abel Goumba (1926–2009) eine wichtige Rolle in der Politik der Zentralafrikanischen Republik, wie auch viele Nachkommen europäischer Väter und Banziri-Mütter. Laut einer Erhebung aus dem Jahre 2003 in den Präfekturen Kémo und Ouaka fühlten sich dort rund 5000 Personen den Banziri zugehörig.